# Museu de Arte de São Paulo
Het Museu de Arte de São Paulo (afgekort MASP) is het belangrijkste en grootste kunstmuseum van Brazilië, en bevindt zich aan de Avenida Paulista in São Paulo. Het museum werd op 2 oktober 1947 door Assis Chateaubriand en Pietro Maria Bardi opgericht. In 1968 werd het huidige museumgebouw, in aanwezigheid van Elizabeth II, geopend. Het gebouw werd ontworpen door de Italiaans/Braziliaanse architecte Lina Bo Bardi.

## Collectie
Het MASP is het belangrijkste kunstmuseum in Brazilië met een uitgebreide collectie van schilderijen en beeldhouwwerken van de 14e eeuw tot heden. Er bevinden zich werken van onder andere: Appel, Beckmann, Bellini, Bonnard, Bordone, Bosch, Botticelli, Calder, Cézanne, Chagall, Chardin, Clouet, Corot, di Cosimo, Cranach, Daumier, Degas, Delacroix, van Dyck, Fragonard, Gauguin, Giuseppe Amisani, El Greco, van Gogh, Greuze, Hals, Holbein, Ingres, Léger, Lipchitz, Manet, Mantegna, Matisse, Memling, Modigliani, Monet, Pechstein, Picasso, Poussin, Rafaël, Rembrandt, Renoir, Rivera, Rubens, van Ruysdael, Toulouse-Lautrec, Utrillo, Tintoretto, Valadon en Vuillard.
Daarnaast zijn er ook collecties van Afrikaanse en Aziatische kunst en Braziliaanse antiek en kunst uit de 20e eeuw.
Moderne Braziliaanse kunst is vertegenwoordigd met werk van onder anderen:
Ernesto De Fiori, Vicente do Rego Monteiro, John Graz, Lasar Segall, Oswaldo Goeldi, Alberto da Veiga Guignard, Anita Malfatti (A Estudante), Alfredo Volpi, Victor Brecheret, Bruno Giorgi, Di Cavalcanti (Cinco Moças de Guaratinguetá), Flávio de Carvalho, Cândido Portinari, Samson Flexor, Pancetti, Tomie Ohtake, Arcangelo Ianelli en Manabu Mabe.

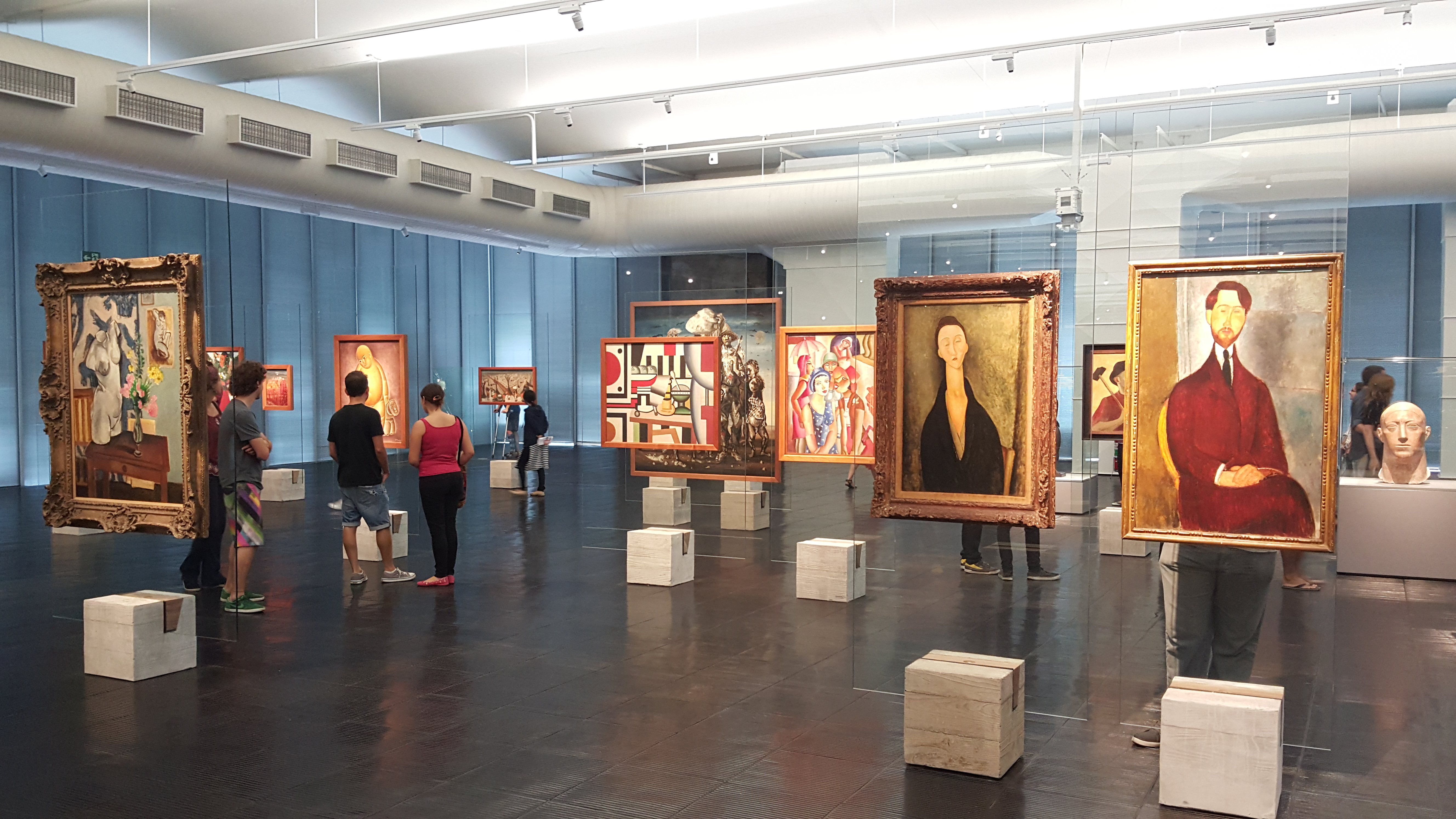
Zowel het gebouw als de inrichting voor de kunst collectie bestaat uit beton en glas

## Trivia
Op 20 december 2007 's morgens om 5 uur werden twee schilderijen met een waarde van ongeveer € 70 miljoen gestolen. De gestolen werken betroffen het Portret van Suzanne Bloch van Pablo Picasso, en O Lavrador de Cafe van Cândido Portinari. De politie van São Paulo wist de kunstwerken in januari 2008 op te sporen. Ze konden ongeschonden teruggegeven worden aan het museum.

## Galerij

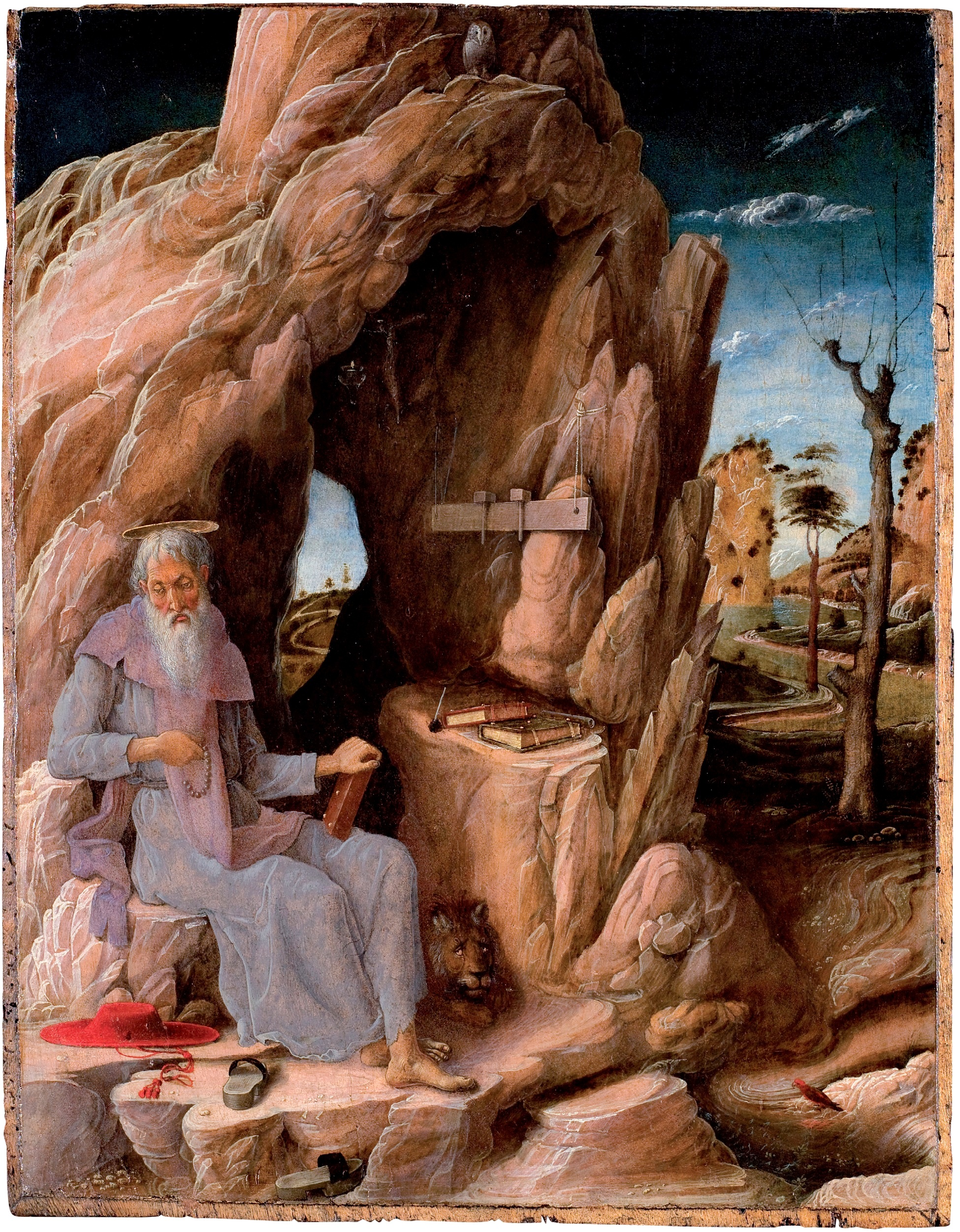
Hieronymus 1448-1451 Andrea Mantegna
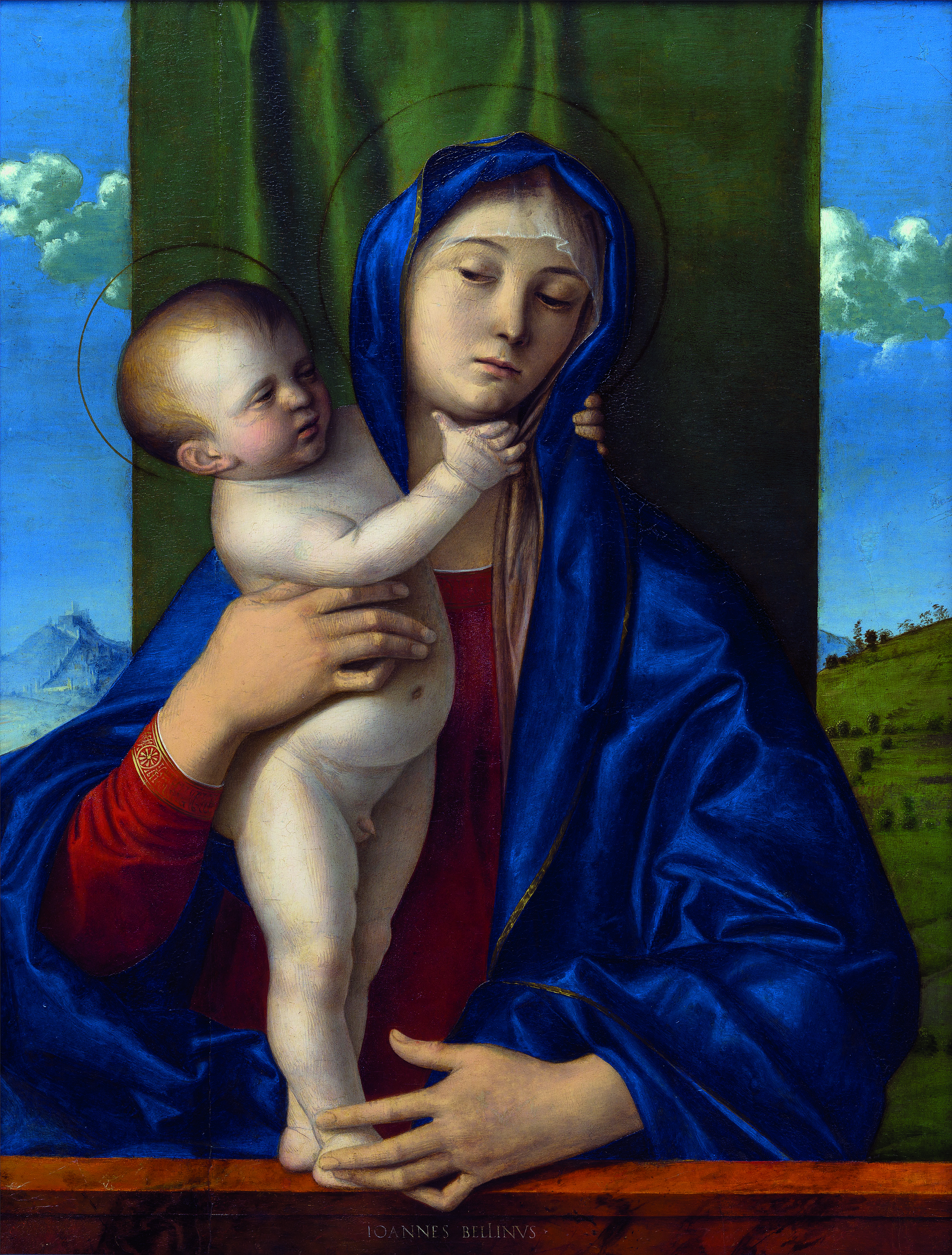
Madonna 1480-1490 Giovanni Bellini
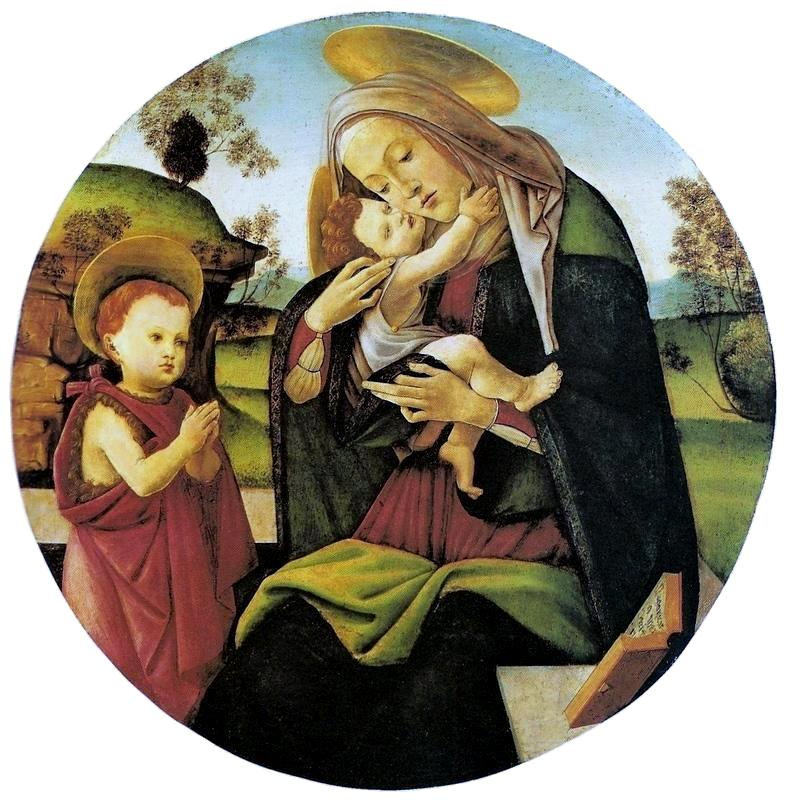
Madonna met kind en jonge Johannes de Doper 1490-1500 Sandro Botticelli
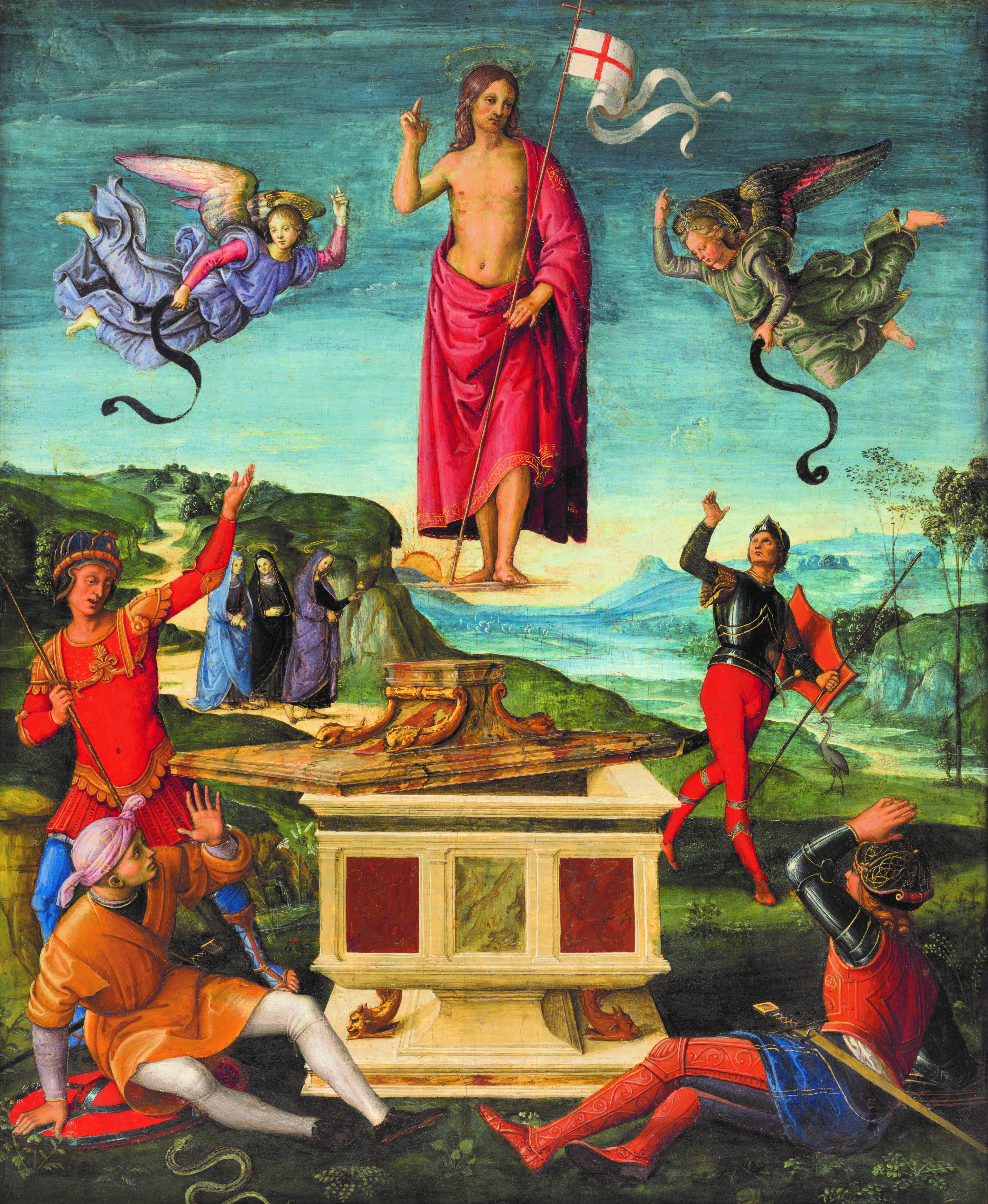
Verrijzenis van Christus 1499-1502 Rafaël
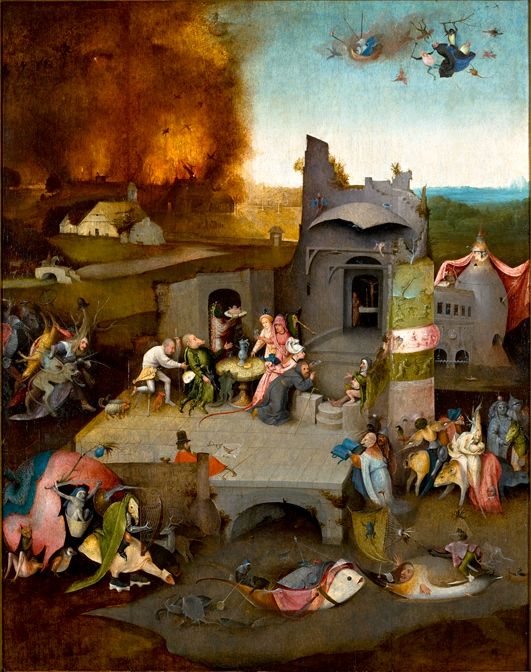
De verleidingen van Antonius van Egypte 1500-1516 Jheronimus Bosch
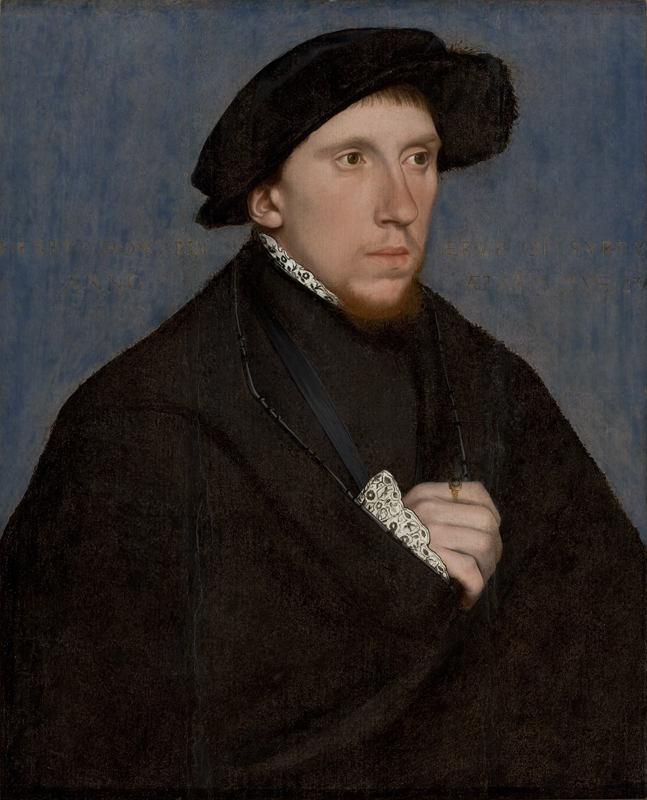
Henry Howard 1541-1543 Hans Holbein
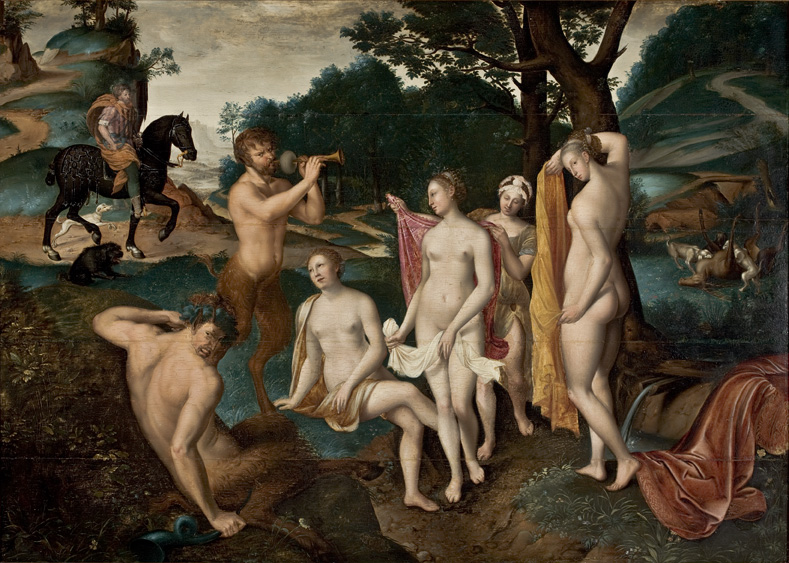
Het bad van Diana 1559-1560 François Clouet
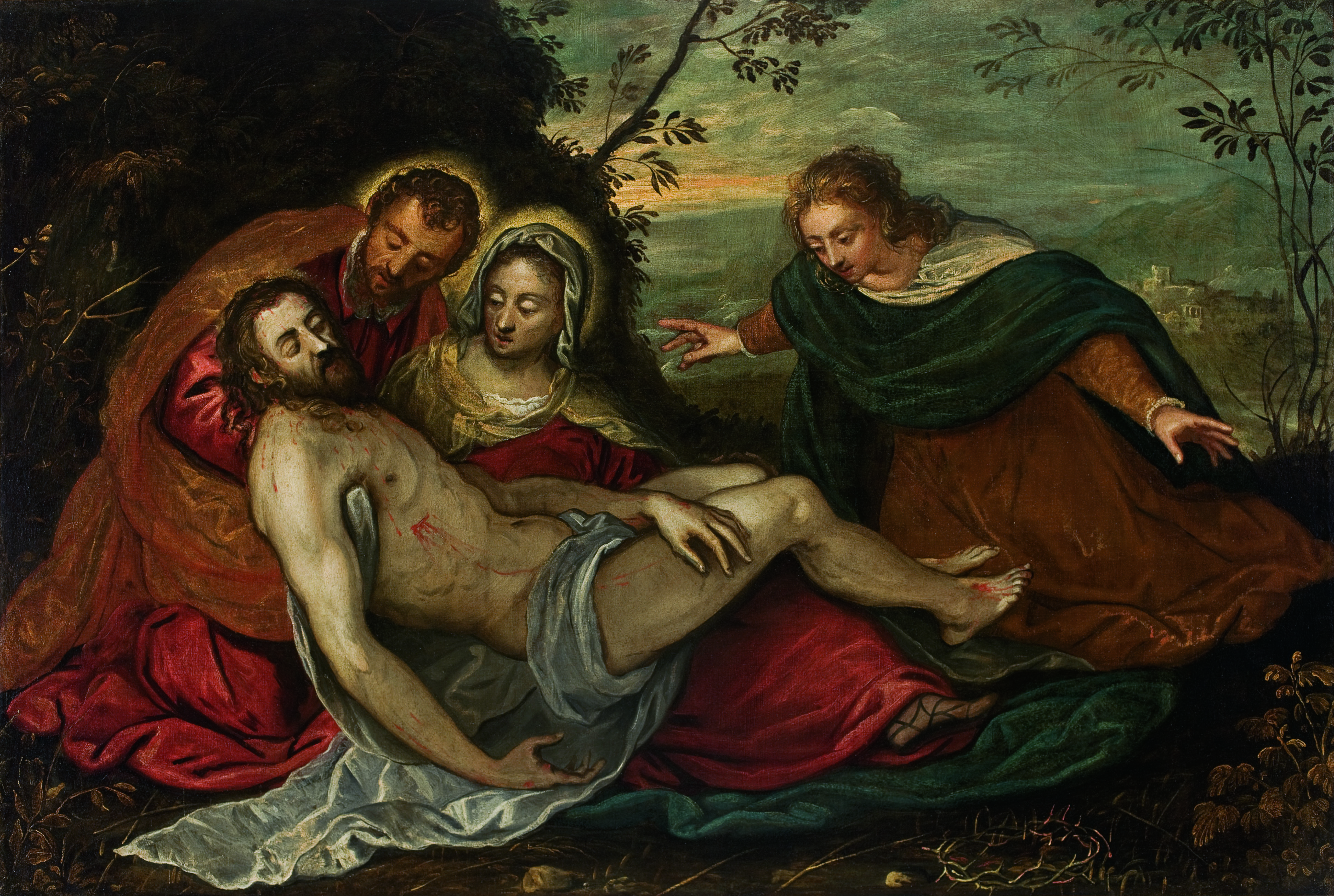
Piëta 1560-1565 Tintoretto
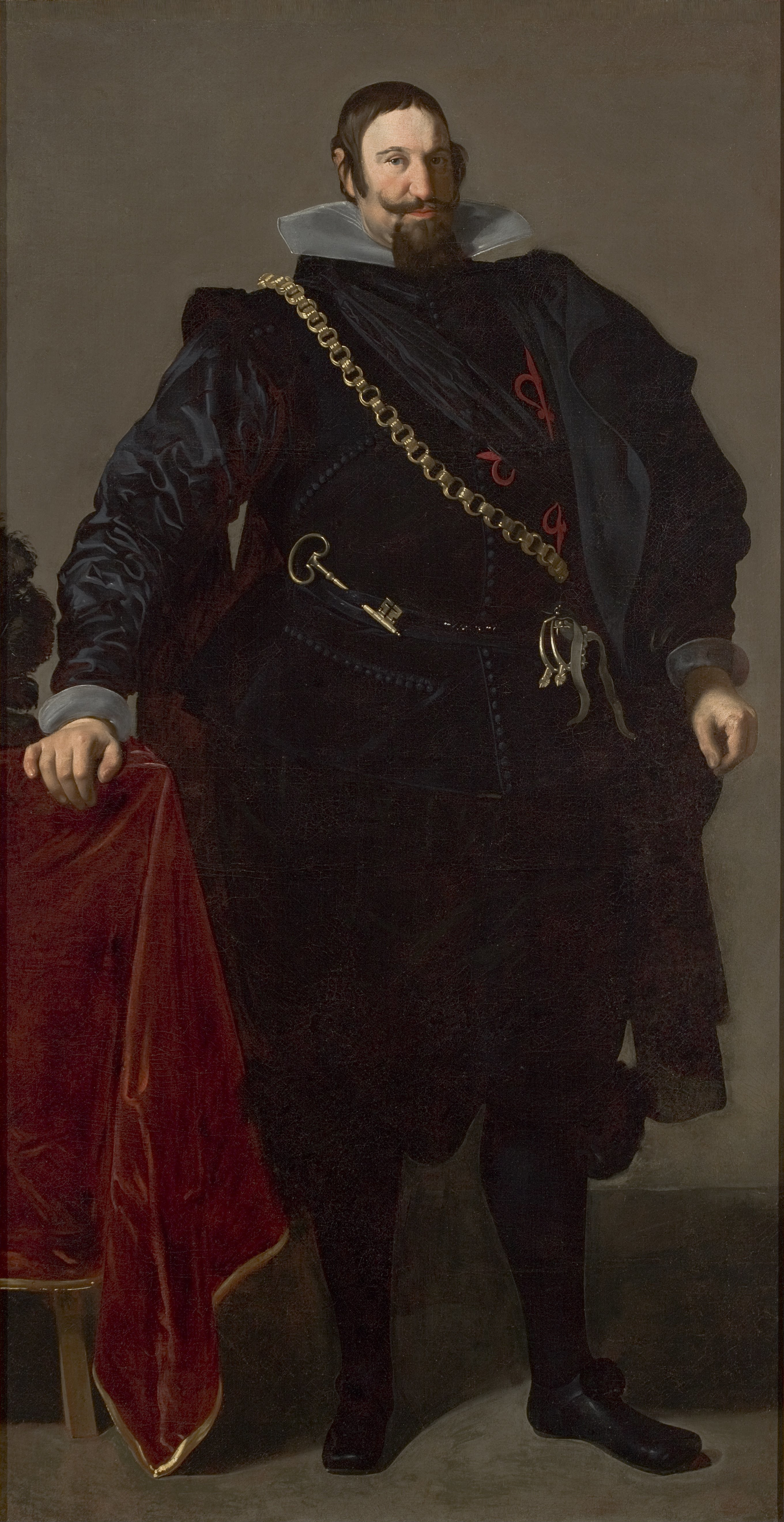
Graaf van Olivares 1624 Diego Velázquez
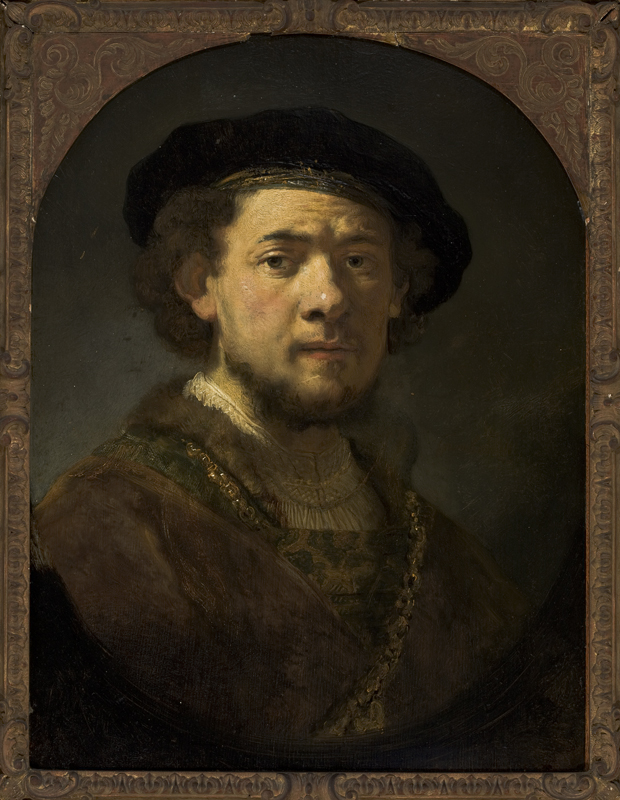
Zelfportret ca. 1635 Rembrandt
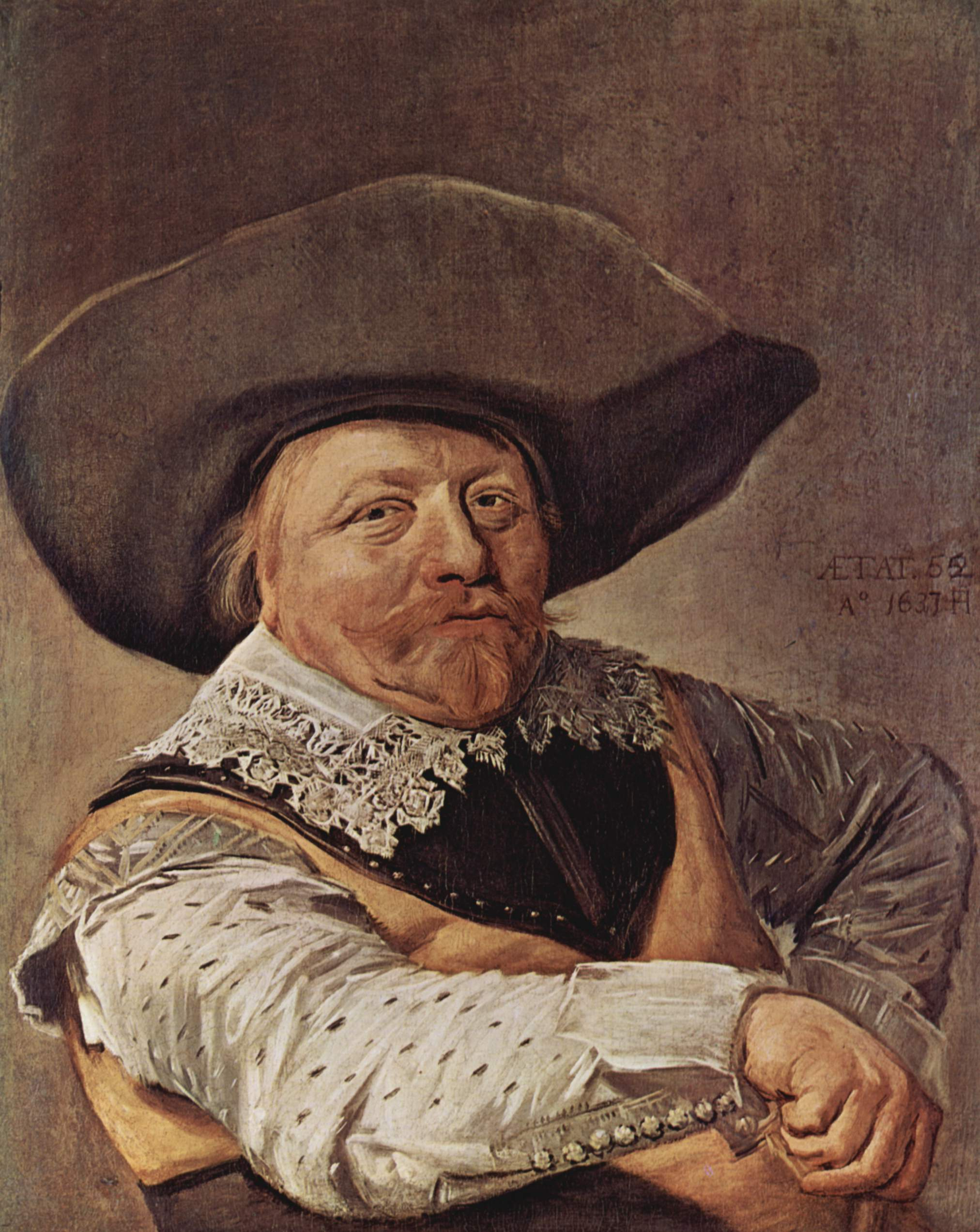
Portret van een zittende officier 1637 Frans Hals
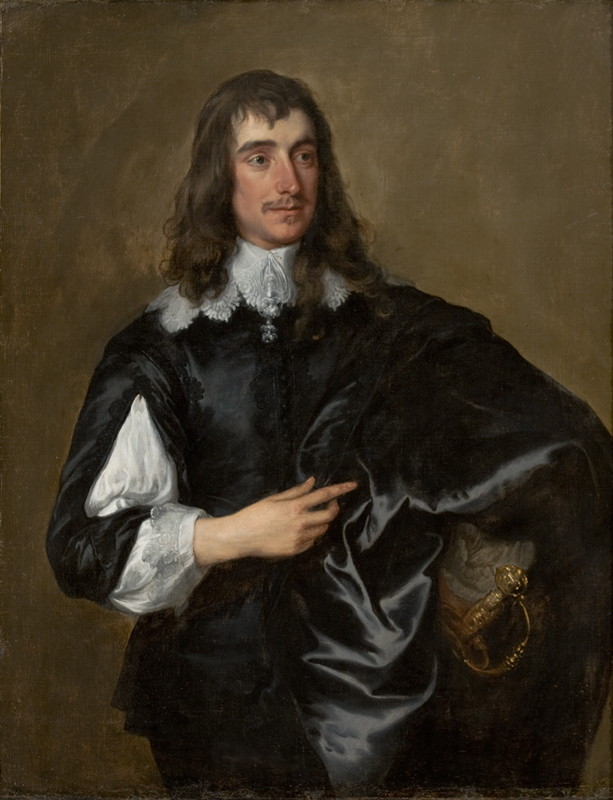
William Howard 1638-1640 Anthony van Dyck
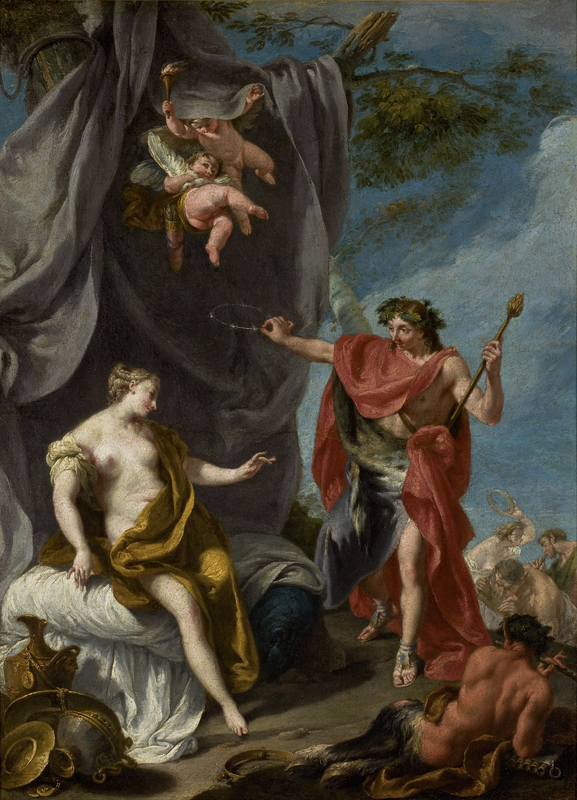
Dionysos en Ariadne 1730-1735 Giambattista Pittoni
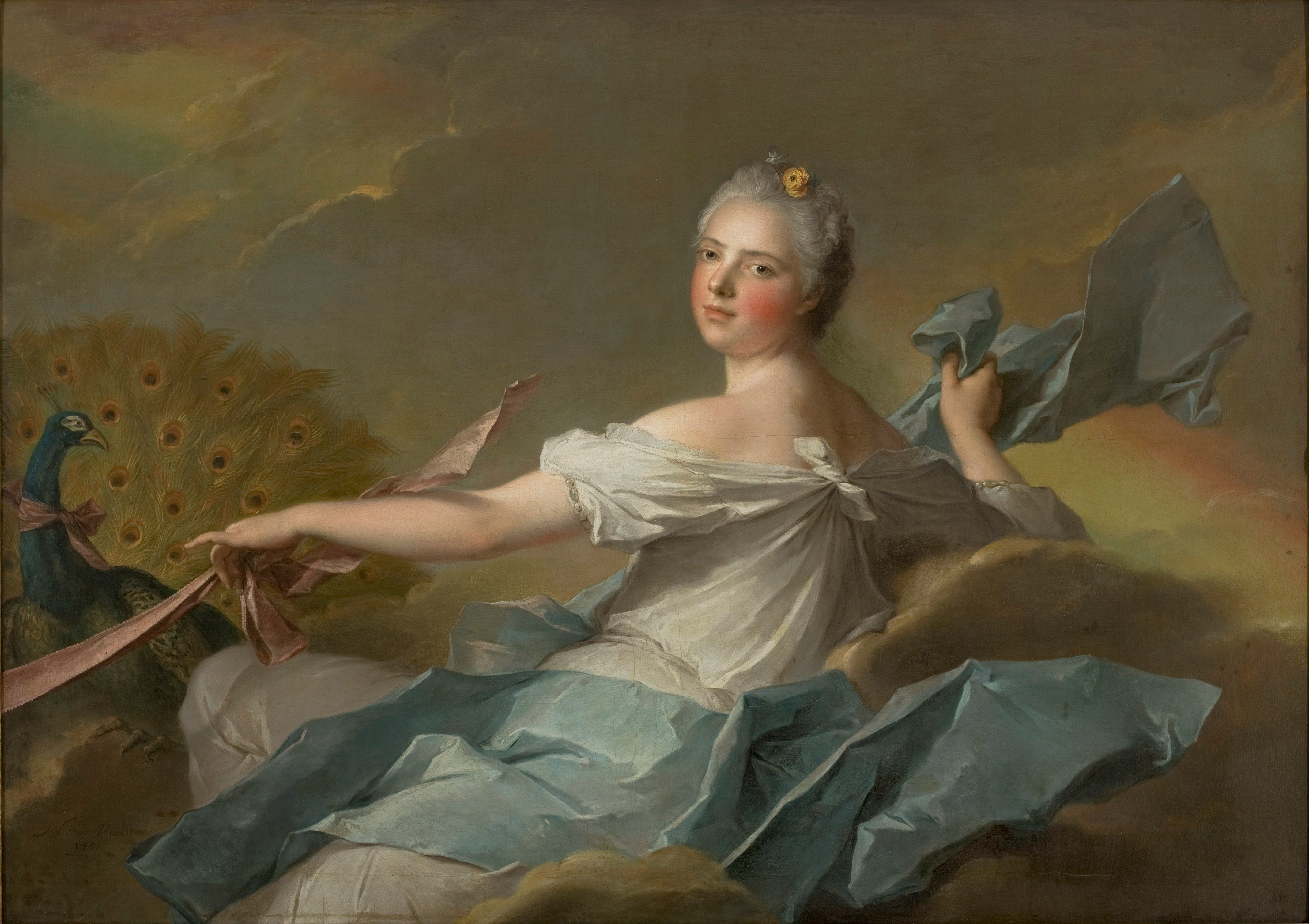
Prinses Marie Adélaïde van Frankrijk - de wind 1751 Jean-Marc Nattier
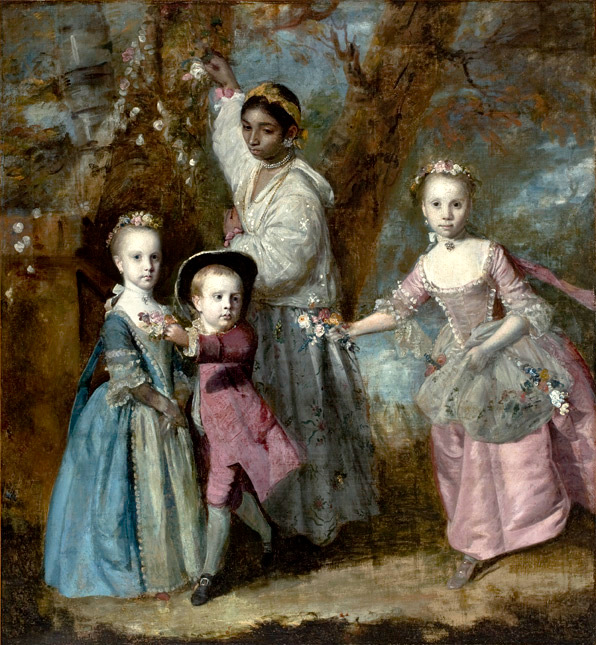
Elisabeth, Sarah en Edward, kinderen van Edward Holden Cruttenden ca. 1763 Joshua Reynolds
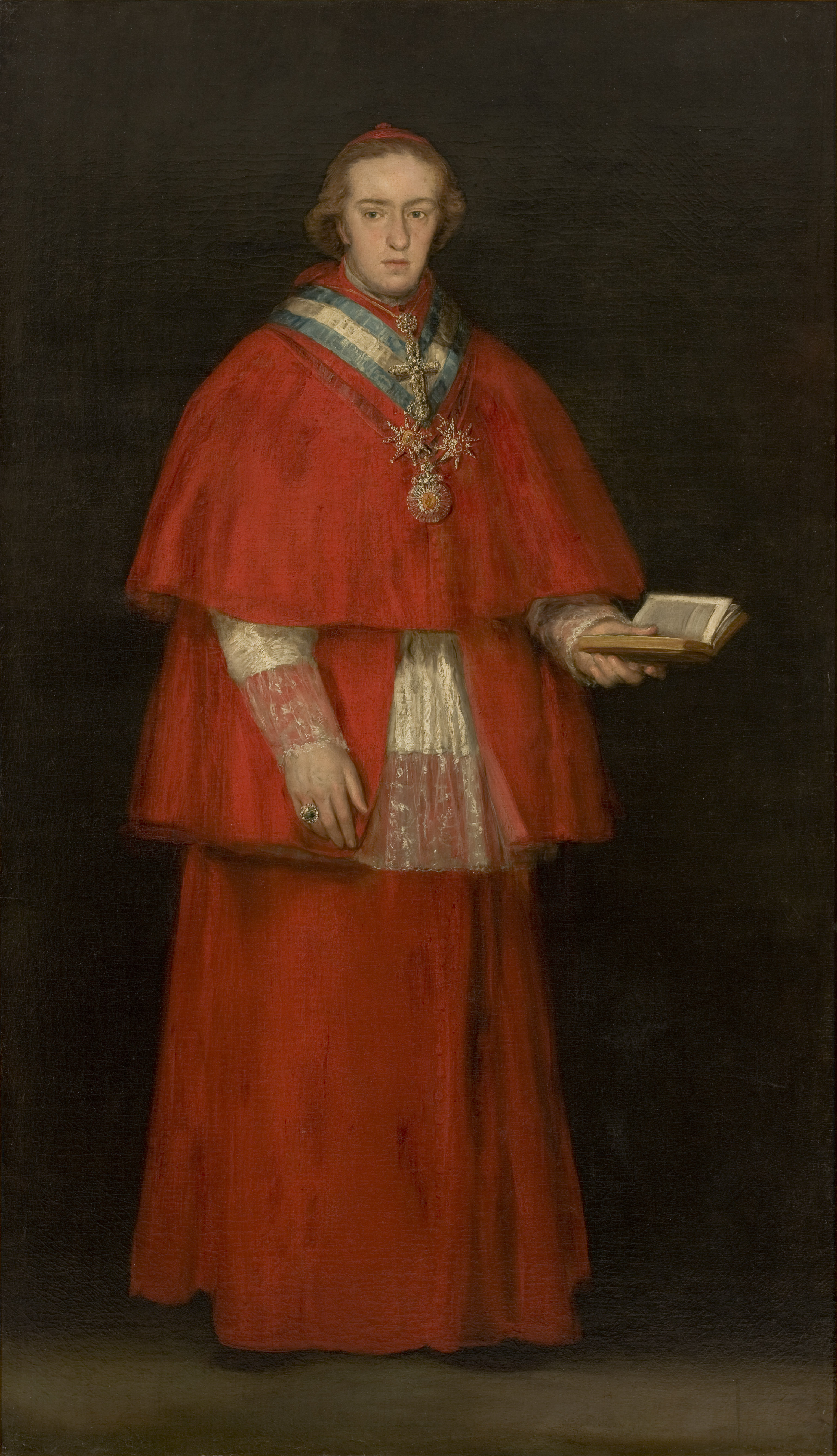
Kardinaal Luis Maria de Borbón y Vallabriga 1798-1800 Francisco Goya
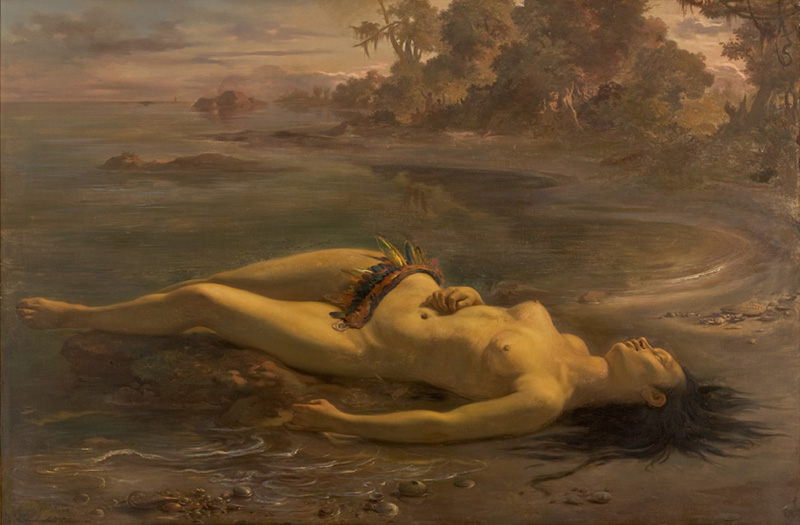
Moema 1866 Victor Meirelles
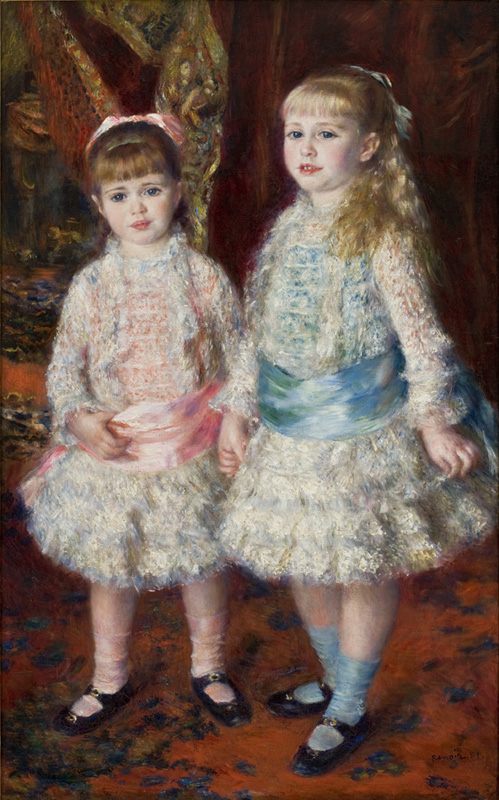
Roze en blauw - meisjes Cahen d’Anvers 1881 Pierre-Auguste Renoir
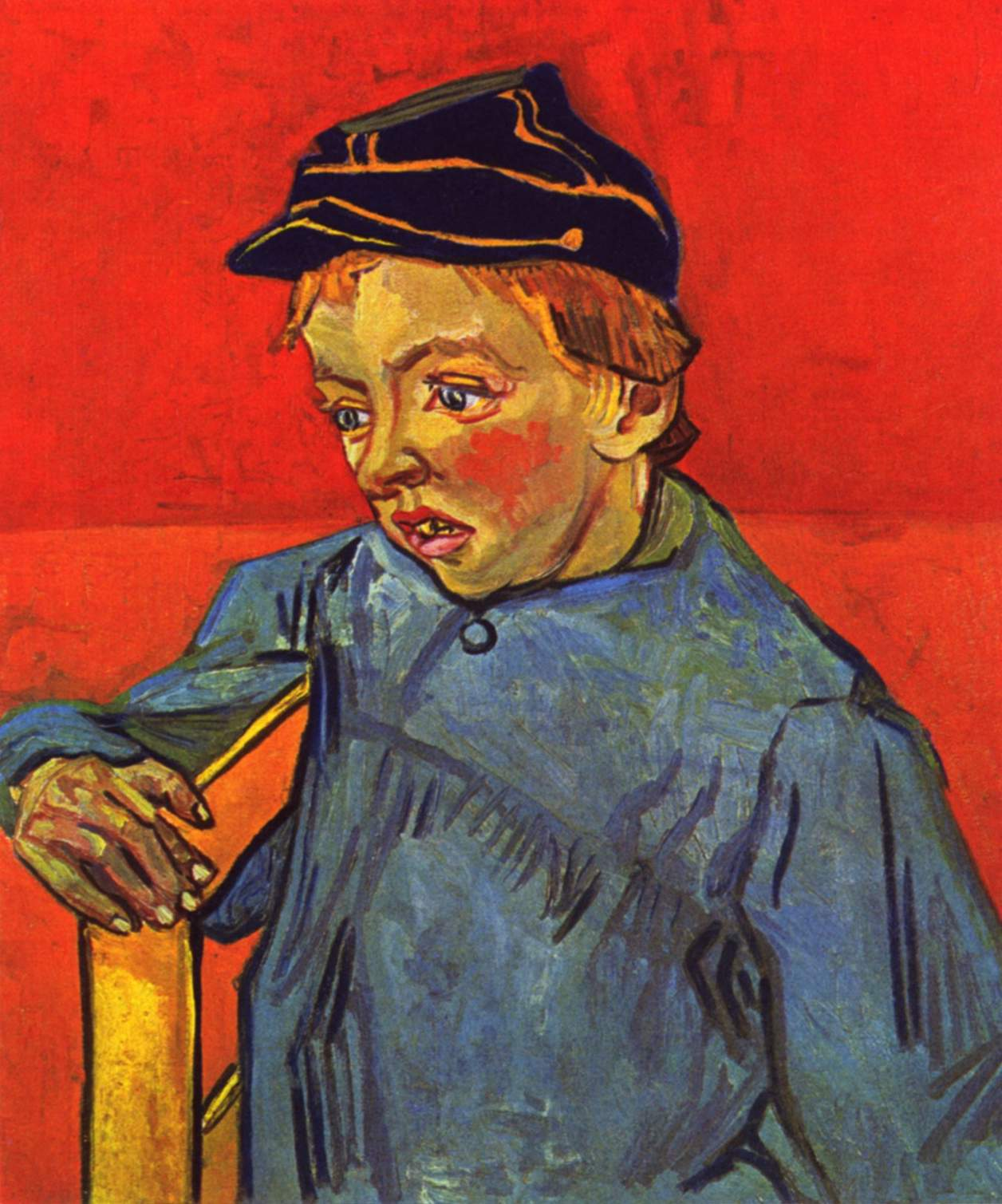
Schooljongen ca. 1890 Vincent van Gogh
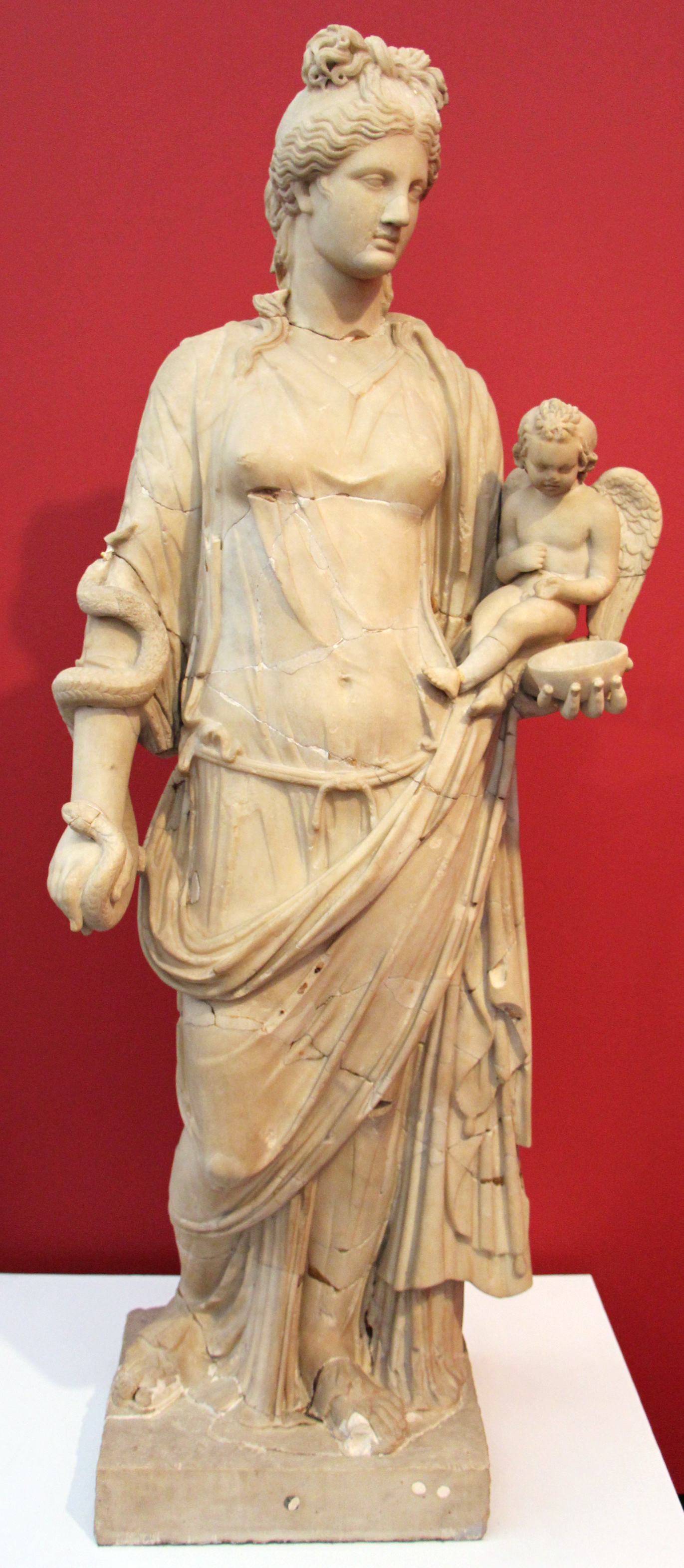
Griekse kunst
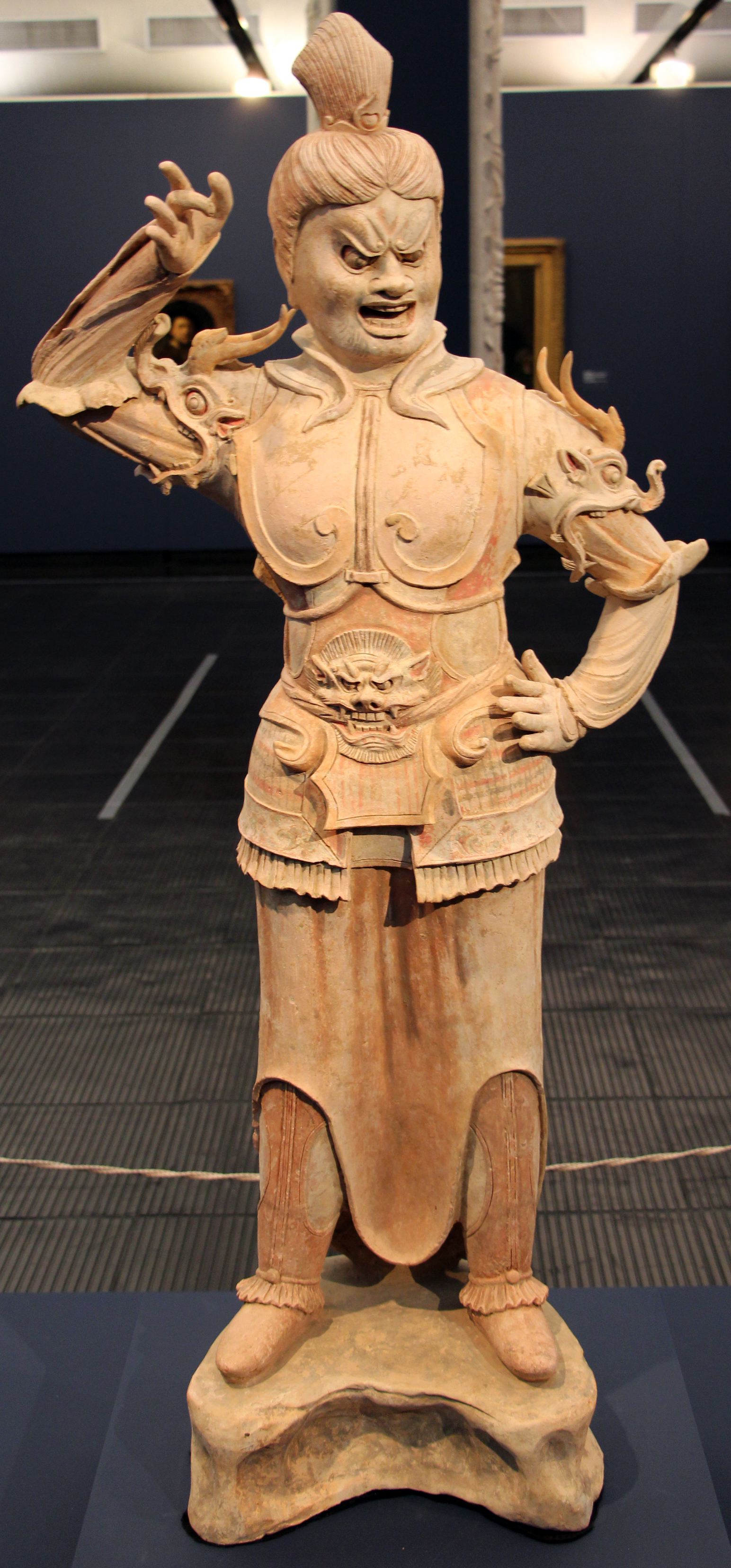
Krijger uit de Tang-dynastie